# Pselaphodes latilobus
Pselaphodes latilobus (лат.) — вид мелких коротконадкрылых жуков рода Pselaphodes из подсемейства ощупники (Pselaphinae, Staphylinidae). Название дано по особенностям строения.

## Распространение
Юго-Восточная Азия: Китай, Zhejiang.

## Описание
Мелкие жуки-ощупники, длина тела около 3 мм, красновато-коричневого цвета.  Апикальные членики IX—XI жгутика усика увеличенные (у самцов антенномеры IX—X немодифицированные, а VII-й с выступом). Второй тарзомер простой, линейный, не увеличенный. Срединная метавентральная ямка отсутствует. Нижнечелюстные щупики (по крайней мере, некоторые сегменты из группы II—IV) асимметричные, округло расширенные или слегка выступающие латерально. Голова с фронтальной ямкой. Глаза выступающие. Усики прикрепляются у переднего края головы; булава усиков 3-члениковая; скапус отчётливо длиннее педицелля. Ноги тонкие и длинные; бёдра утолщённые. В основании надкрылий по две ямки. Брюшко короткое (его длина явно меньше ширины).

## Систематика
Впервые описан в 2010 году, а его валидный статус подтверждён в ходе ревизии, проведённой в 2012 году китайскими колеоптерологами Zi-Wei Yin и Li-Zhen Li (Shanghai Normal University, Шанхай, Китай). По своим признакам наиболее близок к виду Pselaphodes cornutus.